# КТП (футбольний клуб)
«Коткан Тийоваєн Паллоіліят» або «КТП» (фін. Kotkan Työväen Palloilijat) — фінський футбольний клуб з міста Котка, заснований 1927 року. Виступає у Вейккауслізі. Домашні матчі приймає на стадіоні «Арто Толса Арена», потужністю 4 780 глядачів.

## Досягнення
- Чемпіон Фінляндії: 2
  - 1951, 1952
- Чемпіон другого дивізіону Фінляндії: 4
  - 1978, 1995, 1996, 1998
- Володар Кубка Фінляндії: 4
  - 1958, 1961, 1967, 1980
- Фіналіст Кубка фінської ліги з футболу: 1
  - 1999